# Alysa Liu
Pour les articles homonymes, voir Liu.

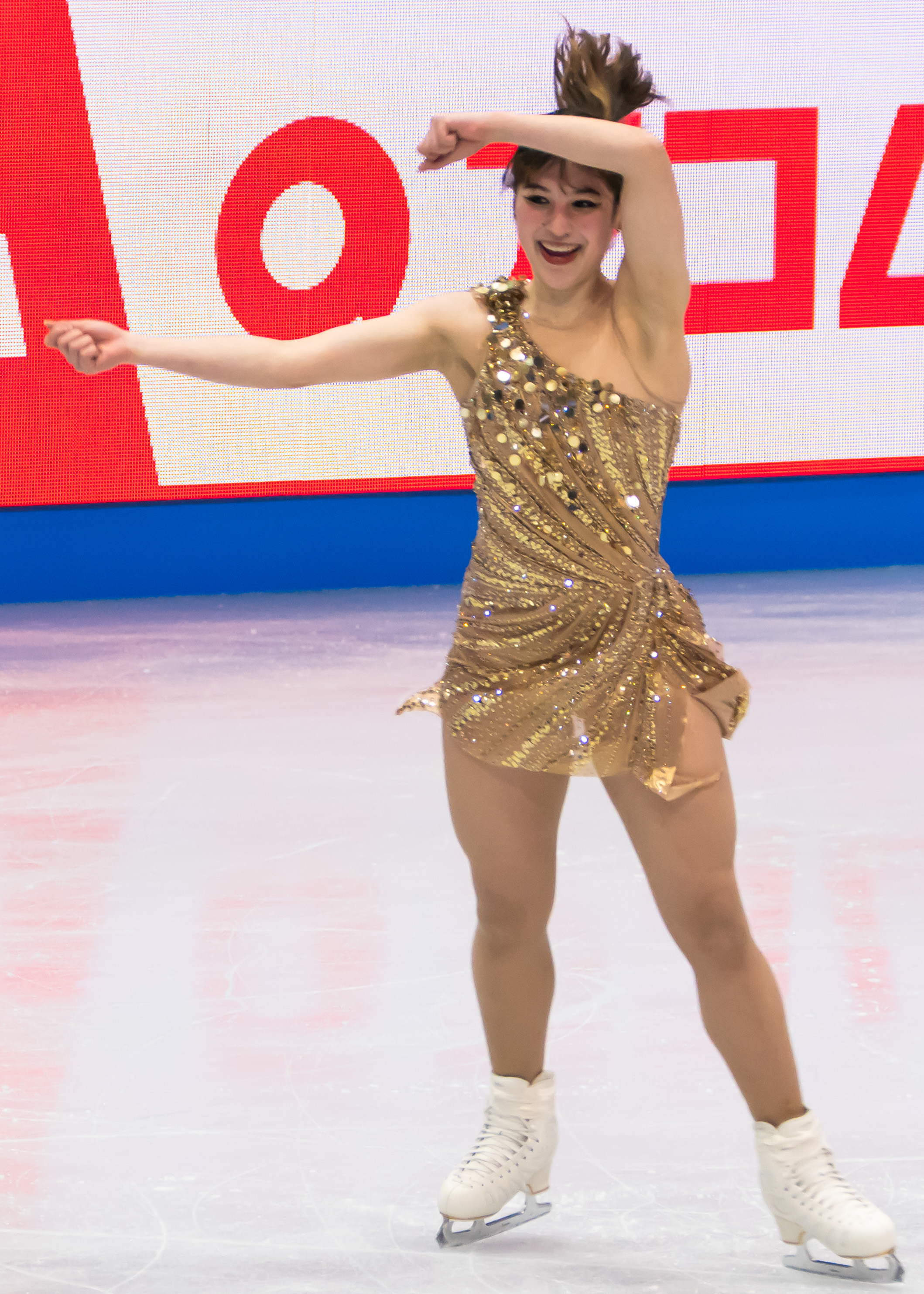
Alysa Liu aux Championnats du Monde 2025

Alysa Liu, née le 8 août 2005 à Clovis, est une patineuse artistique américaine. Elle est connue pour sa précocité après avoir été championne des États-Unis de patinage artistique à seulement 13 ans, en 2019. L'année suivant son record de précocité, elle conserve le titre national. Après avoir terminé septième de l'individuel aux Jeux olympiques de Pékin de 2022 et remporté une médaille de bronze lors des championnats du monde, la patineuse américaine décide de prendre sa retraite sportive à l'âge de 16 ans avant de revenir à la compétition en 2025 où elle devient championne du monde.

## Biographie

### Carrière sportive

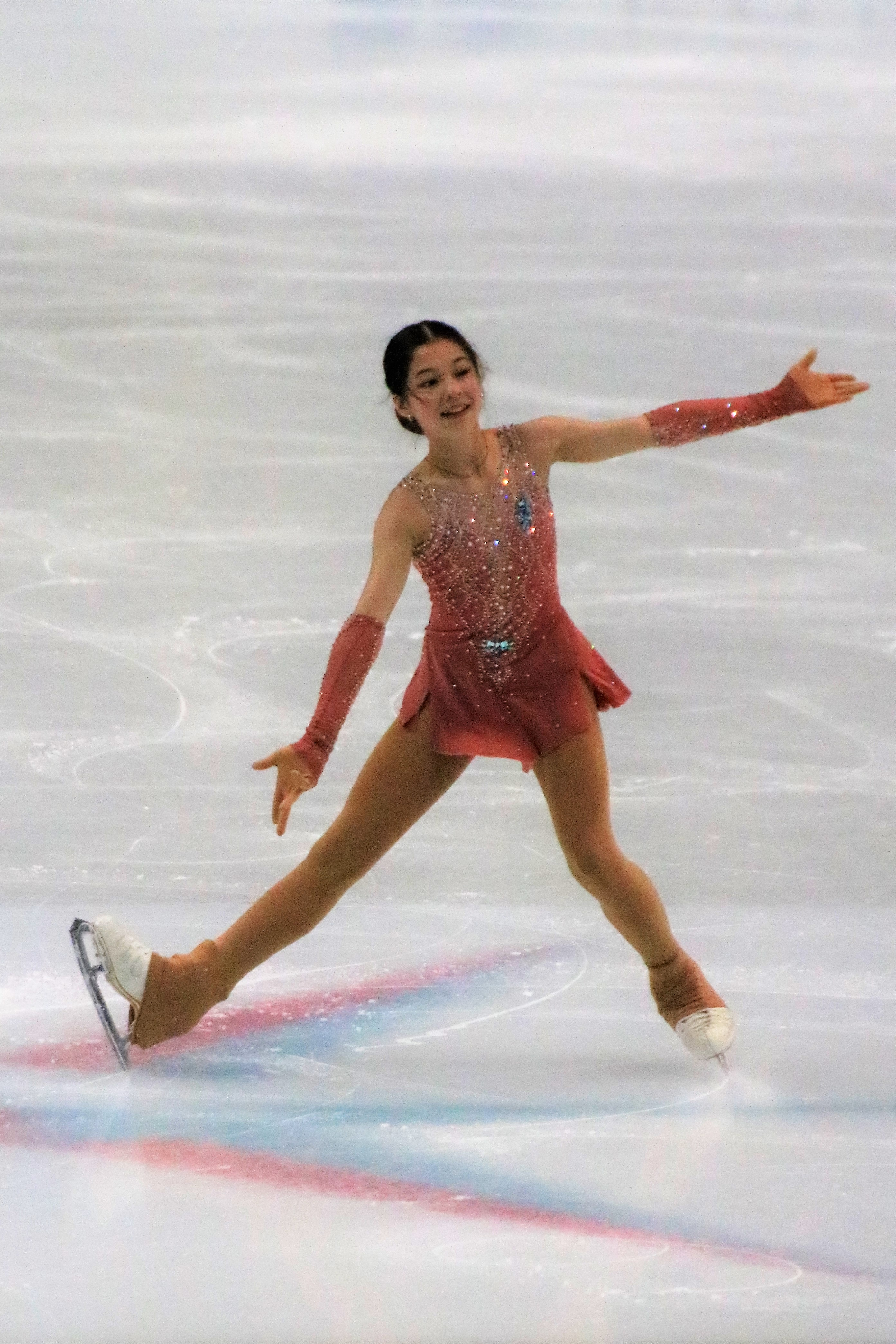
Alysa Liu en finale du Grand Prix junior en décembre 2019.

Alysa Liu naît en 2005. Elle est la fille d'Arthur Liu, réfugié politique chinois qui a fui vers les États-Unis dans sa vingtaine après les manifestations de la place Tian'anmen. Après avoir fini ses études de droit en Californie, Arthur Liu devient avocat et créé une famille en ayant recours à la procréation médicalement assistée. Père célibataire de cinq enfants, dont des triplés, il est aidé par la mère porteuse, Shu, à élever ses enfants dans leurs premières années.
Alysa Liu commence le patinage artistique à l'âge de cinq ans et dès ses premières leçons de groupe, l'ancienne championne des États-Unis Laura Lipetsky repère des qualités chez la jeune enfant et propose à son père de lui donner des cours particuliers. Les premières années, ils se lèvent à 4 h 30 pour aller s'entraîner avant l'école avant de passer à l'instruction à domicile à ses dix ans.
En 2016, à dix ans, elle devient la plus jeune championne américaine de la catégorie intermediate. En 2018, à douze ans, Liu réussit un programme libre qui comprend six triple saut, dont deux combinaisons de deux triple sauts, pour devenir championne des États-Unis juniors.
En janvier 2019, Alysa Liu remporte le championnat des États-Unis individuel dames à l'âge de 13 ans et devient la plus jeune vainqueur de l'histoire de la compétition. Après son titre, elle fait ses débuts au niveau international chez les juniors et devient la première américaine junior à réussir un quadruple saut en compétition et la première femme à réussir un triple axel et un quadruple saut dans le même programme.
En janvier 2022, Liu est contrainte de déclarer forfait pour le programme libre des championnats des États-Unis après avoir été testée positive au Covid-19, au lendemain d'avoir terminé le programme court à la troisième place,.
Lors du concours individuel aux Jeux olympiques de Pékin de 2022, Alysa Liu réussit sept triple sauts dans son programme libre pour finir sixième. Après les Jeux, son père déclare que la patineuse et sa famille ont été ciblés par des opérations d'espionnage de la Chine et qu'il n’a laissé sa fille disputer la compétition qu'après avoir eu l’assurance que sa sécurité était garantie (par une escorte permanente de deux gardes du corps, voire davantage à certains moments).
Troisième des championnats du monde derrière Kaori Sakamoto et Loena Hendrickx, elle est la première patineuse américaine à remporter une médaille mondiale depuis Ashley Wagner en 2016.
En avril 2022, Alysa Liu annonce prendre sa retraite sportive à l'âge de 16 ans
Elle revient à la compétition pour la saison 2024/2025.
En Mars 2025, Alysa Liu devient Championne du Monde à Boston devant les japonaises Kaori Sakamoto et Mone Chiba.
À Boston, elle a surpassé toutes ses anciennes performances :
- Programme court : 74,58
- Programme libre : 148,39
- Total : 222,97

Ce score dépasse largement son précédent record (219,24 en 2021).

## Palmarès
| Compétition                                                                           | 2019    | 2020    | 2021    | 2022    | 2023    | 2024    | 2025    |  |  |  |  |  |  |  |
| Jeux olympiques d'hiver                                                               |         |         |         | 6e      |         |         |         |  |  |  |  |  |  |  |
| Championnats du monde                                                                 |         | CA      |         | 3e      |         |         | 1re     |  |  |  |  |  |  |  |
| Quatre continents                                                                     |         |         | CA      |         |         |         | 4e      |  |  |  |  |  |  |  |
| Championnats des États-Unis                                                           | 1re     | 1re     | 4e      | A       | F       | F       | 2e      |  |  |  |  |  |  |  |
| Championnats du monde juniors                                                         |         | 3e      | CA      |         |         |         |         |  |  |  |  |  |  |  |
|                                                                                       |         |         |         |         |         |         |         |  |  |  |  |  |  |  |
| Grand Prix ISU                                                                        | 2018/19 | 2019/20 | 2020/21 | 2021/22 | 2022/23 | 2023/24 | 2024/25 |  |  |  |  |  |  |  |
| Finale du Grand Prix                                                                  |         |         | CA      | CA      |         |         |         |  |  |  |  |  |  |  |
| Skate Canada                                                                          |         |         | CA      | 5e      |         |         | 6e      |  |  |  |  |  |  |  |
| Trophée NHK                                                                           |         |         |         | 4e      |         |         | 4e      |  |  |  |  |  |  |  |
| Légende : A = Abandon ; CA = Compétitions annulées à cause de la pandémie de Covid-19 |         |         |         |         |         |         |         |  |  |  |  |  |  |  |